# CosmosOS
Cosmos, również CosmosOS (skrót od "C# Open Source Managed Operating System") – toolkit do stworzenia własnego systemu operacyjnego za pomocą dowolnego języka .NET. Cosmos powstał z inicjatywy Chada Z. Howera (Kudzu), a pierwsze linie kodu zostały napisane przez Chada Z. Howera i Matthijsa ter Woorda w 1995 roku, wtedy pod nazwą CHAOS (skrót od Chad Hower's Advanced Operating System). 

## Działanie
Cosmos do utworzenia wyjściowego pliku *.bin używa X# – asemblera x86 wysokiego poziomu, oraz IL2CPU – programu zamieniającego kod Intermediate Language do kodu X#, który następnie jest zamieniany na kod zrozumiały dla NASM. NASM tworzy plik *.bin systemu operacyjnego, plik ISO z bootloaderem ISOLINUX, plikami z konfiguracją oraz plikiem *.bin z systemem. Oprócz tego jest tworzony również folder o nazwie ISO, z zawartością identyczną jak plik ISO.

## System
System operacyjny stworzony z użyciem Cosmos może obsługiwać mysz, system plików FAT, urządzenia pamięci masowej, pliki ELF, wielowątkowość, tryb graficzny oraz wiele innych. Domyślnie system pracuje w trybie tekstowym 80x25, kolorem tekstu jest biały, a tła - czarny.

Domyślny kod kernela Cosmos:
```
using
 
System
;

using
 
System.Collections.Generic
;

using
 
System.Text
;

using
 
Sys
 
=
 
Cosmos
.
System
;

namespace
 
CosmosKernel2

{

    
public
 
class
 
Kernel
 
:
 
Sys
.
Kernel

    
{

        
protected
 
override
 
void
 
BeforeRun
()

        
{

            
Console
.
WriteLine
(
"Cosmos booted successfully. Type a line of text to get it echoed back."
);

        
}

        
protected
 
override
 
void
 
Run
()

        
{

            
Console
.
Write
(
"Input: "
);

            
var
 
input
 
=
 
Console
.
ReadLine
();

            
Console
.
Write
(
"Text typed: "
);

            
Console
.
WriteLine
(
input
);

        
}

    
}

}

```